# Municipa
Municipa (łac. Diocesis Municipensis) – stolica historycznej diecezji we Cesarstwie rzymskim w prowincji Numidia zlikwidowana w VII w. podczas ekspansji islamskiej, współcześnie w północnej Algierii. Obecnie katolickie biskupstwo tytularne. 

## Biskupi tytularni
| Lp. | Biskup                   | Funkcja                                      | Od              | Do                |
| --- | ------------------------ | -------------------------------------------- | --------------- | ----------------- |
| 1   | Polidoro Van Vlierberghe | biskup-prałat Illapel (Chile)                | 27 czerwca 1966 | 17 listopada 1977 |
| 2   | George Otto Wirz         | biskup pomocniczy Madison (USA)              | 10 grudnia 1977 | 23 listopada 2010 |
| 3   | Léon Lemmens             | biskup pomocniczy Mechelen-Brukseli (Belgia) | 22 lutego 2011  | 2 czerwca 2017    |
| 4   | Vladimir Fekete          | prefekt apostolski Baku (Azerbejdżan)        | 8 grudnia 2017  |                   |